# Гловнін
Гловнін (пол. Głownin, нім. Glofenau) — село в Польщі, у гміні Борув Стшелінського повіту Нижньосілезького воєводства.
Населення — 65 осіб (2011).
У 1975-1998 роках село належало до Вроцлавського воєводства.

## Демографія
Демографічна структура станом на 31 березня 2011 року:
|          | Загалом | Допрацездатний вік | Працездатний вік | Постпрацездатний вік |
| -------- | ------- | ------------------ | ---------------- | -------------------- |
| Чоловіки | 39      | 7                  | 25               | 7                    |
| Жінки    | 26      | 7                  | 13               | 6                    |
| Разом    | 65      | 14                 | 38               | 13                   |